# Busseto
Busseto là một đô thị ở tỉnh Parma ở vùng Emilia-Romagna, Ý. Đô thị này có diện tích 76 km² với dân số vào khoảng 7100 người. Nó có một lịch sử rất lâu đời bắt đầu từ thế kỉ X. Busseto